# شيكامارا (فلم)
شيكامارا فيلم مصري إنتاج 2007، من بطولة الممثلة المصرية مي عز الدين الذي تجسد فيه دور سائقة ميكروباص، بطولة ماجد الكدواني وإدوارد ورجاء الجداوي، إخراج أيمن مكرم.

## قصة الفيلم
تدور أحداث الفيلم حول زوجة شابة تعاني من تبلد زوجها وضعف شخصيته وكسله فتضطر الي العمل كسائقة ميكروباص لتنفق علي أطفالها منه فتتراكم عليها الازمات وفي الوقت نفسه نتعرف علي شبيهتها جايدا الفتاة الثرية المستهترة التي لاتدرك معني المسئولية ولكنها تسعي الي اصلاح نفسها من اجل حبيبها شريف الي ان تتقابل الشبيهتان فيتم الاتفاق علي تبادل الادوار وتبدأ الأحداث

## الشخصيات
- مي عز الدين : (شكرية - شيكامارا وجايدا)
- ماجد الكدواني : (سيد)
- إدوارد : (بودي)
- لطفي لبيب : (لطيفي)
- رجاء الجداوي : (رجاء)
- محمد شومان : (بهجت)
- ياسمين جمال : (سوزي)
- حسن عبد الفتاح : (أون أون)
- بدرية طلبة : (أمينه)
- معتزة عبد الصبور : (بيري)
- أحمد الحلواني : (صاحب الميكروباص)

## روابط خارجية
- مقالات تستعمل روابط فنية بلا صلة مع ويكي بيانات